# Fuerte de Senarmont
El fuerte Senarmont era una fortaleza situada al término municipal español de Casas de Miravete, provincia de Cáceres, Extremadura.
Construido por los franceses en la Guerra de la Independencia, actualmente solo conserva algunos vestigios.  Junto el castillo de Miravete y el fuerte Colbert formó parte del sistema defensivo del puerto de Miravete. Debe su nombre al general de artillería Alexandre-Antoine Hureau de Sénarmont como homenaje póstumo.